# NGC 2110
NGC 2110 (również PGC 18030) – galaktyka eliptyczna (E-S0), znajdująca się w gwiazdozbiorze Oriona. Odkrył ją William Herschel 5 października 1785 roku. Należy do galaktyk Seyferta.